# Stolothrissa tanganicae
Stolothrissa tanganicae – gatunek słodkowodnej ryby z rodziny śledziowatych (Clupeidae), jedyny przedstawiciel rodzaju Stolothrissa.

## Występowanie
Endemit jeziora Tanganika i rzeki Lukuga w Afryce Wschodniej. Występuje na głębokości od 8 do 95 metrów głębokości.

## Charakterystyka
Mimo niewielkich rozmiarów, osiąga około 10 cm długości i waży 7 gramów.  Charakterystyczny dla tego gatunku jest wyraźny srebrny pasek wzdłuż boków, najszerszy nad końcówkami płetw miednicznych.
Jest rybą krótko żyjącą, ale płodną, szeroko rozprzestrzenioną w strefie pelagialnej jeziora. Żywi się zooplanktonem. Jaja pelagiczne, larwy i narybek pływają w wodach przybrzeżnych.
Jest najważniejszym gatunkiem użytkowym ryb jeziora Tanganika.